# Huja
Huja (biał. Гуя, ros. Гуя) – wieś na Białorusi, w obwodzie mińskim, w rejonie mińskim, w sielsowiecie Łoszany. Od 1796 także pod nazwą Karlsberg.
W czasach Rzeczypospolitej ziemie te leżały w województwie mińskim. Odpadły od Polski w wyniku II rozbioru. W granicach Rosji wieś należała do ujezdu wilejskiego w guberni wileńskiej. Ponownie pod polską administracją w latach 1919–1920 w okręgu mińskim Zarządu Cywilnego Ziem Wschodnich. Ustalona w traktacie ryskim granica polsko-radziecka przebiegła tuż obok wsi, zostawiając ją po stronie sowieckiej.